# Глухов, Алексей Ильич
Алексе́й Ильи́ч Глу́хов (род. 16 мая 1935) — российский дипломат. Чрезвычайный и полномочный посол.

## Биография
Окончил МГИМО МИД СССР (1959). На дипломатической работе с 1959 года.
- В 1991—1992 годах — начальник Первого европейского управления МИД России.
- В 1992—1994 годах — директор Департамента Европы МИД России.
- С 2 июля 1992 по 9 марта 1994 года — член коллегии МИД России[1][2].
- С 6 января 1994 по 23 июля 1997 года — чрезвычайный и полномочный посол России в Люксембурге[3][4].
- С 23 июля 1997 по 15 сентября 2000 года — чрезвычайный и полномочный посол России в Эстонии[5][6].

С 2000 года — на пенсии.

## Семья
Женат, имеет троих детей.